# 맹구 (짱구는 못말려)
맹구는 《짱구는 못말려》에 나오는 등장인물로, 짱구의 친구이다. 그리고 돌을 모으는 것을 좋아한다. 성우는 사토 치에 / 강희선 (1~24기, 극장판 1~20기, 25기~), 정유정(TV 25기), 박고운 (21기 극장판), 송하림 (22~24기 극장판), 정남 (MBC)이다. 현재 카스카베 방위대 멤버이다. 일본 현지 이름은 보오(일본어: ボー)이며, 보오짱(일본어: ボーちゃん)이라는 애칭으로 불린다.

## 성격
돌멩이 수집이 취미인  독특한 어린이로, 실제로 전 세계에 몇 개 없는 돌멩이를 발견해 신문에 나온 적도 있다. 항상 노란색 상의와 초록색 바지를 입고 콧물을 흘리고(삶에 있어 소중한 듯하다. 콧물이 나오지 않자, 삶의 행복을 잃을 정도이다.), 맹한 얼굴을 하고 있다. 그의 집과 부모님은 현재까지 나온 적이 없는 수수께끼의 인물이다. 친구들과 만든 카스카베 방위대의 일원이며, 유리가 좋아하는 리얼 소꿉놀이에선 주로 대사가 없는 역할만 맡는다. 그래도  똑똑하고 침착한 성격.
짱구는 못말려 극장판: 초시공! 태풍을 부르는 나의 신부편에서 어른이 된 맹구가 등장하는데, 자신이 운영하는 연구원에서 외롭게 근무를 하고 있다. 본편의 맹구와는 달리 콧물을 흘리지 않고 뒷머리도 많이 길어졌다.

## 콧물
콧물이 없으면 맹구가 아니며 균형을 못잡는다. 설렐 땐 콧물이 좌우로 흔들리며 기분이 좋을 땐 빠르게 회전한다. 반짝이는 것을 좋아하는 히마와리에게는 콧물이 반짝이는 것으로 분류되며 히마와리의 호감을 받기도 한다. 콧물로 갖은 기상천외한 묘기를 선보이기도 하는데, 콧물을 자유자재로 내렸다가 올리는 엘리베이터, 검지손가락과 입김을 이용한 콧물 무지개 등이 있다. 극장판에서는 주로 적을 무찌르는 무기로도 이용된다. 콧물이 없어졌을땐 온갖 고생을 다했다.

### 내용주
1. ↑  이 때문에 보오가 고아가 아니냐는 의견이 있었지만 작가가 아니라고 해명했다.